# Danîlivka, Mena
Danîlivka (în ucraineană Данилівка) este localitatea de reședință a comunei Danîlivka din raionul Mena, regiunea Cernihiv, Ucraina.

## Demografie
Componența lingvistică a localității Danîlivka
     Ucraineană (94,25%)
     Rusă (4,96%)
Conform recensământului din 2001, majoritatea populației localității Danîlivka era vorbitoare de ucraineană (94,25%), existând în minoritate și vorbitori de rusă (4,96%).